# Господар жбуња
Господар жбуња (лат. Lachesis muta) је отровна врста јамичарке које се налазе у Јужној Америци. Тренутно су препознате две подврсте, укључујући номиноване подврсте које су овде описане.